# Англійський довгий лук

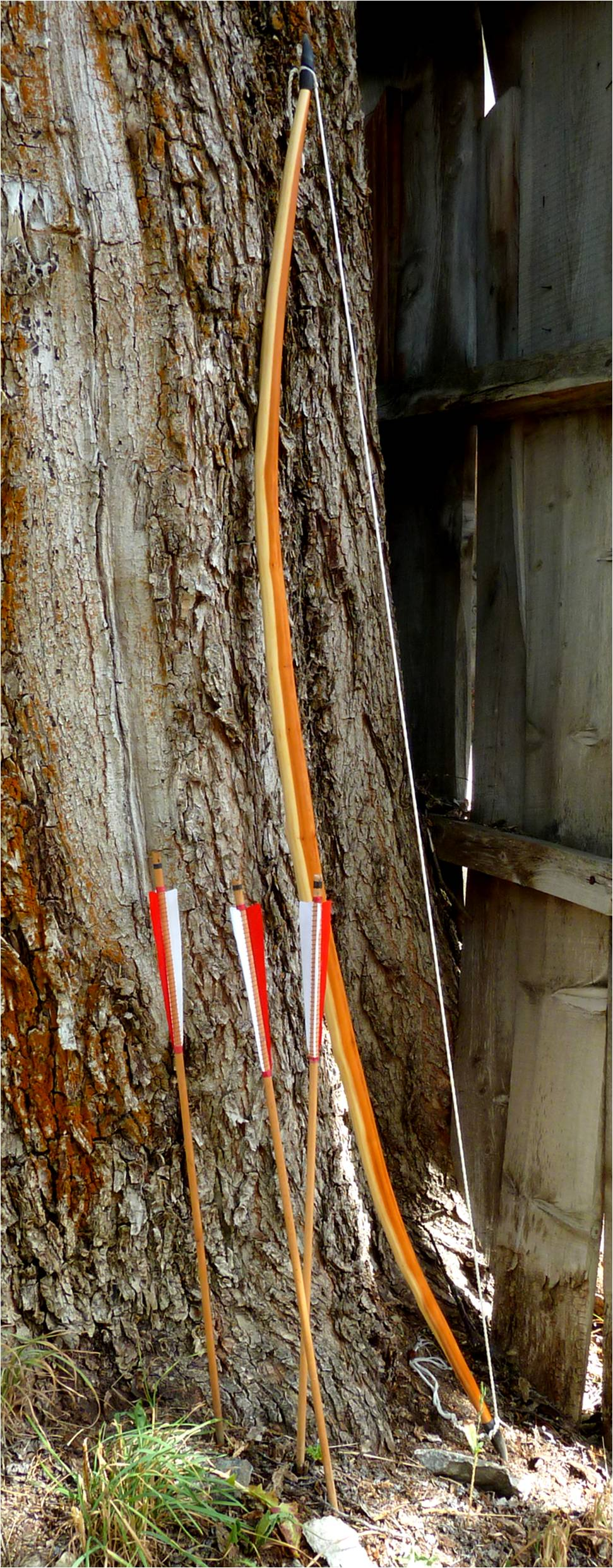

Англійський довгий лук, або великий лук (англ. longbow) — лук у зріст людини або вище, поширений у середньовічній Англії. Вважається основною зброєю, за допомогою якої англійці перемагали в Столітній війні.

## Історія застосування
Англійський довгий лук почав посідати популярність після невдач англійців під час феодальних воєн в Уельсі і Шотландії. Англійські королі в XIII столітті вирішили взяти на озброєння велику кількість подібних луків, щоб протистояти спочатку валлійським, а потім і шотландським списникам. Довгий лук зіграв вирішальну роль у розгромі французів у боях Столітньої війни (битви при Кресі 1346 року, при Пуатьє 1356 року, при Наваретті 1367 року і при Азенкурі 1415 року).

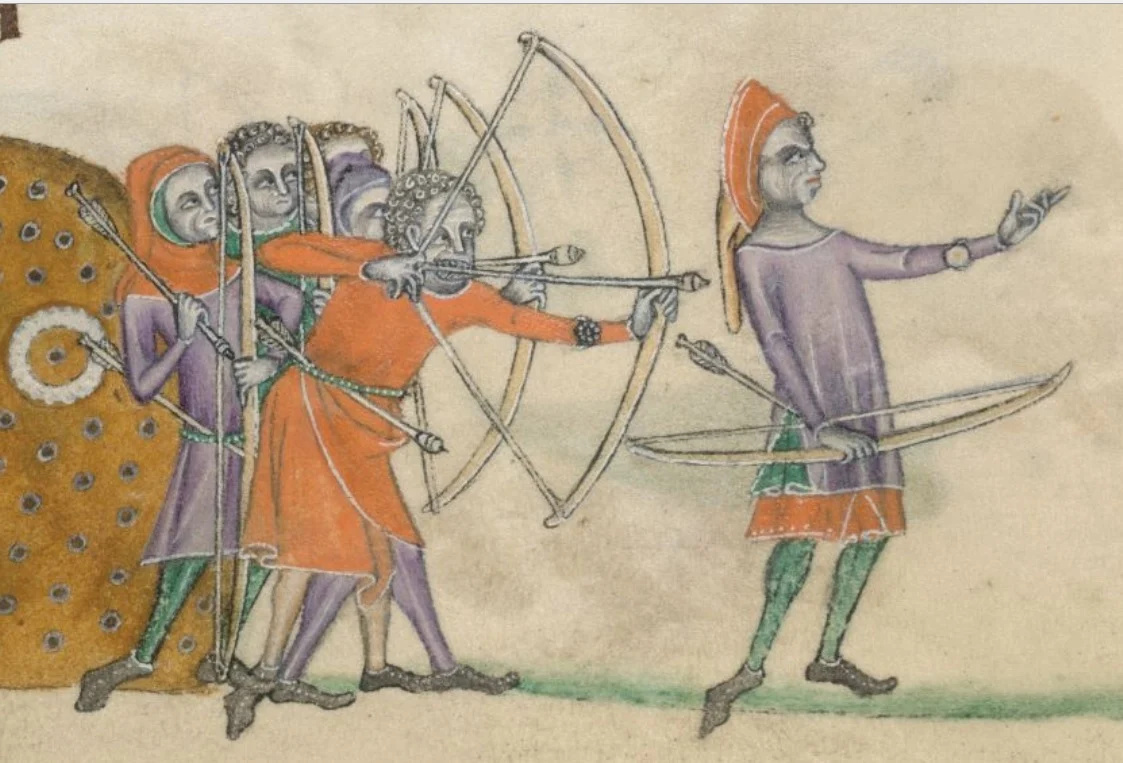
Тренування англійських лучників (1325)

Французи намагалися протистояти англійським стрільцям, зміцнюючи обладунки сталевими пластинами, які, таким чином, ставали суцільними, заковуючи коней у броню, наймаючи генуєзьких професійних арбалетників, також проти лучників формувалися спеціальні загони вільних стрільців. Після поразок французи не наважувалися атакувати англійські війська в лоб у відкритому полі й змінили стратегію, зробивши ставку на оборонну війну в фортецях і на тактику «випаленої землі», внаслідок чого англійська кіннота змогла вільно грабувати навколишні території.
Англійські великі луки ефективно використовували як зброю аж до появи польової артилерії на полі бою: англійська армія зазнала нищівної поразки під час битв при Форміньї (1450) і при Кастійоні (1453). У XVI столітті англійський лук був остаточно витіснений аркебузами. Проте, змагання зі стрільби з англійської довгого лука проводилися ще за короля Якова I Стюарта в першій половині XVII століття.
У 1982 році археологам вдалося підняти з дна протоки Те-Солент залишки караки Генріха VIII (1509—1547) «Мері Роуз», який затонув у 1545 році. На борту її виявлено було 137 довгих луків; на деякі з них було вирішено надіти сучасні тятиви, після чого були проведені випробування, які показали, що з них досі можна стріляти.

## Конструкція

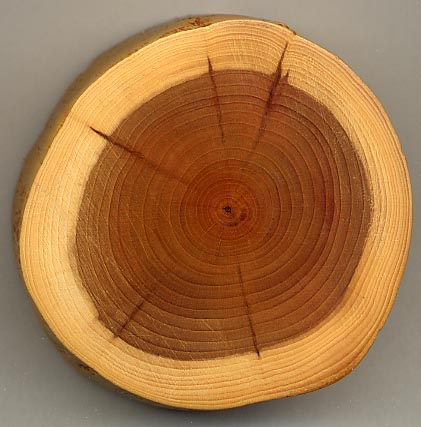
Деревина тису

### Лук
Підняті в 1982 році з затонулої в 1545 році караки Генріха VIII (1509—1547) «Мері Роуз» англійські довгі луки допомогли детально вивчити цей тип зброї. Луки переважно робили з цілісного шматка тису, завдяки чому вони майже не поступалися сучасним композитним лукам. Використовували й інші породи деревини (в'яз, ясен, ліщина, дуб), але такі луки були значно менш ефективні, ніж тисові.
Довжина англійського довгого лука становила від 1,7 до 2,1 м. На рівні руки лук мав округлий перетин, а на кінцях — «D»-подібний. По краях ширина лука становила близько 1,2 см, на рівні захоплення рукою 3,8-4 см. При виготовленні лука особлива увага приділялася збереженню структури деревини, тому лук міг мати кілька викривлень. Лук також не мав спеціального поглиблення для стріли: перед пострілом вона лежала на пальцях лучника.
При виготовленні луків дерево оброблялося так, щоб залишалися заболонь і частина серцевини. Заболонь сприяла пружності лука, а серцевина — різкому звільненню.
З початку XIV століття на кінцях англійського лука почали робити спеціальні вставки з рогу з виїмками, в яких закріплювалася тятива. Такі вставки оберігали деревину від зминання і розщеплення.
Тятива звивалася з прядива, іноді з шовку. Вартість тятиви могла становити половину вартості лука. Вона покривалася воском для захисту від вологи. Діаметр тятиви становив приблизно 3,2 мм.
Виготовленням луків, тятиви і стріл займалися спеціальні майстри, які звільнялися від сплати податків і навіть від податкових зобов'язань. Виготовлення одного лука зазвичай забирало до дня роботи.

### Стріли
Стріли для англійського лука вироблялися в масовому порядку (для однієї військової кампанії було потрібно від 400 до 800 тис. стріл), тому були уніфіковані. Вони були досить важкими для збільшення пробивної сили і важили 60-80 г. Для порівняння, сучасні спортивні стріли важать 20 г. На затонулій «Мері Роуз» було знайдено близько 3500 стріл, довжина яких становила від 61 до 81 см. Вони були виготовлені з тополі або ясена. Оперення стріл було зроблене з гусячого пір'я і досягало від 17 до 25 см у довжину. Глибина виїмки для тятиви становила 5-6 мм, іноді виїмка зміцнювалася з метою захисту від розщеплення за допомогою маленької кістяної або рогової пластинки.